# Феррара (провинция)
Феррара (итал. Provincia di Ferrara) — провинция в Италии, в регионе Эмилия-Романья.

## География
Провинция Феррара расположена на северо-востоке Италии на берегу Адриатического моря.
Поверхность, по большей части, равнинная, орошается рекой По и её притоками (Панаро, Рено и другими); изрезана множеством оросительных каналов. Встречаются довольно значительные болотистые пространства. Почва очень плодородна.

## История
Провинция была рано заселена римлянами, которые среди прочего возвели морской порт, обнаруженный современными археологами.
В Средние века её главный город Феррара получил свой университет (1391). В 15-16 веке вокруг него были возведены стены. В 1591 году провинция вошла в состав Папского государства. С 1831 (города — с 1847) по 1859 год длилась австрийская оккупация, после чего город Феррара присоединился к Королевству Италия.
В 1921 году успехи Итало Бальбо в организации фашистского движения в Ферраре оказали большое влияние на превращение фашизма в значимую политическую силу во всей Италии.

## Экономика
Согласно «ЭСБЕ», на начало XX века на плодородных равнинах провинции Феррара выращивались в основном пшеница, пенька, рис, виноград. В регионе было весьма развиты шелководство, скотоводство, рыболовство и солеваренное дело. Обрабатывающая промышленность в то время была слаборазвита. Основными предметами экспорта Феррары являлись пшеница, пенька, соль и рыба.

## Известные жители и уроженцы
- Ламборгини, Ферруччо